# Альфредо Андерсон
Альфредо Андерсон (ісп. Alfredo Anderson; нар. 31 жовтня 1978, Колон) — панамський футболіст, що грав на позиції нападника.

## Клубна кар'єра
На початку кар'єри грав за клуб «Пласа Амадор», після чого виступав за американський «Чарлстон Беттері» в United Soccer League.
Влітку 1999 року він приєднався до клубу «Арабе Унідо», в якому виступав до завершення кар'єри у 2007 році, крім того також 2001 року ненадовго разом зі співвітчизником Хорхе Делі Вальдесом грав у клубі «Омія Ардія» в Японії.

## Виступи за збірну
Дебютував в червні 2000 року в офіційних матчах у складі національної збірної Панами. У формі головної команди країни зіграв 12 матчі і забив 2 голи. Він представляв свою країну на двох етапах кваліфікаційних матчів до чемпіонатів світу і зіграв у Центральноамериканському кубку в 2001 році.
Його фінальний міжнародний матч був товариським проти Бразилії в серпні 2001 року.

## Статистика
| Збірна Панами | Збірна Панами | Збірна Панами |
| Роки          | Ігри          | голи          |
| ------------- | ------------- | ------------- |
| 2000          | 4             | 0             |
| 2001          | 8             | 2             |
| Усього        | 12            | 2             |

## Титули і досягнення
- Срібний призер Центральноамериканських ігор: 1997